# 무자파르 왕조
무자파르 왕조(Muzaffarid dynasty, Persian: مظفریان)은 1335년부터 1393년까지 현재의 이란 중부에 존재했던 국가이다. 1335년 일 한국의 아부 사이드 칸이 죽자 야즈드의 세력가인 무바라즈 알딘에 의해 세워졌다. 무바리즈 알딘은 동쪽으로는 케르만을 점령하고 서쪽으로는 인주 왕조를 멸망시켜 국토를 크게 넓혔다. 하지만 무바라즈 알딘은 잔인한 성격으로 인해 인심을 잃어 1358년에 아들인 샤 슈자에게 붙잡힌 뒤 눈이 먼 채로 투옥되고 말았다.
무바라즈 알딘에 이어 즉위한 샤 슈자는 자라이르 왕조의 우웨이스 1세의 지원을 받은 형제 샤 마흐무트와 대립을 벌였다. 샤 마흐무트는 오랜 기간 동안 세력을 유지했지만 1375년에 병사하고 말았다. 샤 슈자는 이 기회를 놓치지 않고 샤 마흐무트의 근거지였던 이스파한을 점령하고 그를 지원한 자라이르 왕조의 수도 타브리즈까지 점령하여 위세를 떨쳤지만 조카인 샤 야흐야(Shah Yhaya)의 반란 때문에 타브리즈를 포기해야 했다. 그로부터 9년 뒤인 1384년 샤 슈자는 죽기 전에 자신의 아들인 자인 알아비딘(Zain Al-Abidin)을 후계자로 임명하면서 티무르(Timur)에게 충성 서약을 하게 하였다.

샤 슈자에 이어 즉위한 자인 알아비딘은 즉위하자마자 티무르에게 한 충성 서약을 무시해버렸다. 이에 티무르는 군대를 일으켜 자인 알아비딘의 영토로 진격하였다.
 이 소식을 들은 자인 알아비딘은 도망치다가 샤 야흐야의 형제인 샤 만수르(Shah Mansur)에게 사로잡혀 투옥되었다.자인 알아비딘이 잡히자 티무르는 샤 야흐야, 샤 만수르를 비롯한 무자파르 왕조의 지배자들을 불러 충성 서약을 받고 본국으로 돌아갔다. 티무르가 돌아간 이후 탈옥한 자인 알아비딘을 포함한 무자파르 왕조의 각 지배자들은 내분을 벌이기 시작했으며 샤 만수르가 이마드 앗딘을 투옥시키며 우위에 섰다.
샤 만수르의 세력이 커지는 것을 본 티무르는 1393년에 무자파르 왕조의
영토를 다시 침입했다. 샤 만수르는 티무르의 군대를 상대로 분전했으나 패하고 티무르의 아들인 샤 로흐에게 잡혀 처형당했다. 샤 만수르의 처형을 본 다른 무자파르 왕조의 지배자들은 티무르에게 다시 충성 서약을 했으나 티무르는 이들을 모두 처형하고 그들의 영토를 점령하였다. 이로써 무자파르 왕조는 티무르에 의해 완전히 멸망하고 말았다.

## 무자파르 왕조의 지배자
- 무바라즈 알딘 (1335~1358)
- 샤 슈자 (1358~1384)
- 샤 마흐무트 (1358~1375, 이스파한) - 샤 슈자와 대립
- 자인 알아비딘 (1384~1393, 시라즈→이스파한)
- 이마드 앗딘 (1387~1391, 케르만)
- 샤 야흐야 (1387~1393, 야즈드)
- 샤 만수르 (1387~1393, 시라즈)

## 같이 보기
- 일 한국
- 티무르
- 자라이르 왕조
- 인주 왕조